# Hollandaisesauce
Hollandaisesauce er en fransk grundsovs lavet ved at emulgere smør og citronsaft eller hvidvin med æggeblommer. Den regnes for en af de fem grundsaucer i det franske køkken sammen med bl.a. sauce espagnol. Den adskiller sig fra bearnaisesauce ved ikke at indeholde estragon, løg, persille etc.
| Mad og drikke | Spire Denne artikel om mad og drikke er en spire som bør udbygges. Du er velkommen til at hjælpe Wikipedia ved at udvide den. |